# Patrik Šorm
Patrik Šorm (Praga, 21 novembre 1993) è un velocista ceco, specializzato nei 400 metri piani.

## Palmarès
| Anno | Manifestazione  | Sede       | Evento             | Risultato     | Prestazione | Note             |
| ---- | --------------- | ---------- | ------------------ | ------------- | ----------- | ---------------- |
| 2011 | Europei U20     | Tallinn    | 4 × 400 m          | 5º            | 3'10"20     |                  |
| 2013 | Europei U23     | Tampere    | 4 × 400 m          | 6º            | 3'05"82     |                  |
| 2014 | Europei         | Zurigo     | 400 m piani        | Batteria      | 46"35       |                  |
| 2014 | Europei         | Zurigo     | 4 × 400 m          | 7º            | 3'04"56     |                  |
| 2015 | Europei indoor  | Praga      | 400 m piani        | Semifinale    | 47"70       |                  |
| 2015 | Europei indoor  | Praga      | 4 × 400 m          | Bronzo        | 3'04"09     |                  |
| 2015 | Europei U23     | Tallinn    | 400 m piani        | 6º            | 46"60       |                  |
| 2015 | Europei U23     | Tallinn    | 4 × 400 m          | 4º            | 3'07"27     |                  |
| 2016 | Europei         | Amsterdam  | 4 × 400 m          | 4º            | 3'03"86     |                  |
| 2017 | Europei indoor  | Belgrado   | 400 m piani        | Semifinale    | 47"50       |                  |
| 2017 | Europei indoor  | Belgrado   | 4 × 400 m          | Bronzo        | 3'08"60     |                  |
| 2017 | World Relays    | Nassau     | 4 × 400 m          | 4º (finale B) | 3'08"17     |                  |
| 2018 | Mondiali indoor | Birmingham | 400 m piani        | Semifinale    | 47"04       |                  |
| 2018 | Mondiali indoor | Birmingham | 4 × 400 m          | 5º            | 3'04"87     |                  |
| 2018 | Europei         | Berlino    | 400 m piani        | Batteria      | 46"52       |                  |
| 2018 | Europei         | Berlino    | 4 × 400 m          | 7º            | 3'03"00     |                  |
| 2019 | Giochi europei  | Minsk      | Staffetta The Hunt | Argento       |             |                  |
| 2019 | Mondiali        | Doha       | 4 × 400 m          | Batteria      | 3'02"97     |                  |
| 2021 | Europei indoor  | Toruń      | 400 m piani        | Semifinale    | 47"69       |                  |
| 2021 | Europei indoor  | Toruń      | 4 × 400 m          | Argento       | 3'06"54     |                  |
| 2021 | World Relays    | Chorzów    | 4 × 400 m          | Batteria      | 3'05"11     |                  |
| 2021 | Giochi olimpici | Tokyo      | 4 × 400 m          | Batteria      | 3'03"61     |                  |
| 2022 | Mondiali indoor | Belgrado   | 400 m piani        | 5°            | 46"81       |                  |
| 2022 | Mondiali indoor | Belgrado   | 4 × 400 m          | 5°            | 3'07"98     |                  |
| 2022 | Mondiali        | Eugene     | 400 m piani        | Batteria      | 46"07       |                  |
| 2022 | Mondiali        | Eugene     | 4 × 400 m          | 8º            | 3'01"63     | Record nazionale |
| 2022 | Europei         | Monaco     | 400 m piani        | Semifinale    | 45"66       |                  |
| 2022 | Europei         | Monaco     | 4 × 400 m          | 6º            | 3'01"82     |                  |
| 2023 | Mondiali        | Budapest   | 4 × 400 m          | Batteria      | 3'00"99     | Record nazionale |
| 2023 | Mondiali        | Budapest   | 4 × 400 m mista    | Bronzo        | 3'11"98     | Record nazionale |
| 2024 | Mondiali indoor | Glasgow    | 4 × 400 m          | Batteria      | dnf         |                  |
| 2024 | World Relays    | Nassau     | 4×400 m mista      | Batteria      | 3'16"56     |                  |
| 2024 | Europei         | Roma       | 400 m piani        | Batteria      | 46"40       |                  |
| 2024 | Europei         | Roma       | 4x400 m            | Batteria      | 3'06"70     |                  |